# Simon Kázmér
Simon Kázmér (Szolnok, 1936. november 6. – Győr, 1998. január 17.) magyar színművész. A Győri Nemzeti Színház örökös tagja.

## Életpályája
1959–1963 között a Színház- és Filmművészeti Főiskola hallgatója volt. 1963–1966 között a szolnoki Szigligeti Színház, 1966–1979 között a győri Kisfaludy Színház tagja volt. 1979–1980-ban a Szegedi Nemzeti Színház, 1980–1982 között a Komáromi Területi Színház színésze volt. 1982-től haláláig ismét a győri Kisfaludy Színház tagja volt.

## Főbb színházi szerepei
- Tybalt (Shakespeare: Rómeó és Júlia)
- Dönci (Szakonyi Károly: Adáshiba)
- Bobcsinszkij, Postamester (Gogol: A revizor)
- Antonio (Shakespeare: Vízkereszt)
- Csató, Cseresznyés (Molnár Ferenc: A doktor úr)
- Collot d’Herbois (Büchner: Danton halála)

## Filmes és televíziós szerepei
- Kisváros (1995)
- A Tenkes kapitánya (1964)
- Nem ér a nevem (1961)

## Díjai, elismerései
- A Győri Nemzeti Színház örökös tagja[5]